# 村松亀一郎

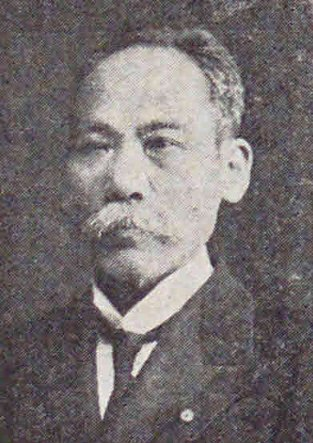
村松亀一郎

村松 亀一郎（むらまつ かめいちろう、嘉永6年1月5日（1853年2月12日） - 昭和3年（1928年）9月22日）は、日本の衆議院議員（憲政本党→立憲国民党→立憲同志会→憲政会→立憲民政党）、弁護士。従兄弟に村松山寿がいる。

## 経歴
陸奥国登米郡西郡村（現在の宮城県登米市）出身。漢学を学び、江戸に出ようとするも、明治維新の混乱で引き返し、仙台で藩医の大槻氏のもとで学んだ。その後、1872年（明治5年）に東京に出て、元田直の法律学舎で学んだ。1876年（明治9年）、代言人の試験に合格し、松本・上田で業務を行った。1878年（明治11年）、大井憲太郎が創設した明法学舎が第一分舎を仙台に置くことになると、その主幹に任命された。
自由民権運動に積極的に参加し、1880年（明治13年）、河野広中らと民権派による東北七州懇親会を開き、同年の国会期成同盟大阪大会に出席した。その後、福島事件がおこり、民権派の山口千代作・田母野秀顕の両名が逃れてくると、これを匿った。この件で軽禁錮・罰金の判決を受けたが、かえって代言人としての名声は高まった。
1884年（明治17年）、県会議員に選出され、1891年（明治24年）には議長に選出された。その間、大同団結運動に参加し、1889年（明治22年）に仙台市会議員に当選し、議長となった。市会議員の在職は二十余年に及んだ。
1892年（明治25年）、第2回衆議院議員総選挙に出馬し、当選。その後、第7回から第12回まで連続当選を果たし、第13回と第15回で補欠当選した。